# در میان کاج‌ها
«در میان کاج‌ها» (به انگلیسی: In the Pines) که با نام‌های «دیشب کجا خوابیدی؟»، «دخترم» و «دختر سیاه‌پوست» هم شناخته می‌شود یک ترانهٔ فولک آمریکایی است. شعر و موسیقی این قطعه برگرفته از دو ترانه به‌نام‌های «در میان کاج‌ها» و «طویل‌ترین قطار» است که سرایندهٔ آن‌ها نامشخص است و احتمالاً مربوط به اواخر سده نوزدهم میلادی هستند. از اواخر دههٔ ۱۹۲۰ تا به‌امروز این قطعه بارها توسط خوانندگان و گروه‌هایی با سبک‌های مختلف اجرا شده‌است که از شناخته‌شده‌ترین‌هایشان اجراهای کانتری بیل مونرو و بلوز لد بلی در دههٔ ۱۹۴۰ و گروه گرانج نیروانا در دههٔ ۱۹۹۰ میلادی هستند.
مانند بسیاری از ترانه‌های فولک، «در میان کاج‌ها» به‌صورت شفاهی و سینه به سینه از نسلی به نسل دیگر منتقل شده‌است. در سال ۱۹۲۵ یک نسخه از ترانه توسط یک مجموعه‌دار موسیقی فولک روی سیلندر فونوگراف ضبط شد. این اولین صدای ثبت شده از قطعهٔ «طولانی‌ترین قطار» است که در شعر آن به «درازترین قطاری که من دیده‌ام» اشاره شده‌است.
نسخه‌های مختلف «در میان کاج‌ها» اشعار کاملاً یکسانی ندارند. در بعضی از آن‌ها اشاره‌هایی به «معدن زغال سنگ جو براون» و «خط آهن جورجیا» وجود دارد که ممکن است به موضوع به‌کارگرفتن مجرمان زندانی برای کار در معادن ذغال سنگ توسط جوزف ای. براون سناتور ایالت جورجیا در دههٔ ۱۸۷۰ مرتبط باشد. در نسخه‌های اولیه که به «سَر لای چرخ قطار» اشاره می‌شود، مشخص می‌شود که قطع سر توسط قطار اتفاق افتاده اما در برخی نسخه‌های بعدی اشاره به قطار حذف شده‌است. به نوشتهٔ نورم کوهن (مورخ موسیقی) در کتاب ریل طویل فلزی: خط آهن در ترانهٔ فولک آمریکایی (۱۹۸۱) این ترانه از سه عنصر تکرارشونده تشکیل شده‌است: یک بند برگردان دربارهٔ «میان درختان کاج»، یک بیت دربارهٔ «طویل‌ترین قطار» و بیتی دیگر در مورد «سَر قطع شده»، اما همهٔ عناصر در همهٔ نسخه‌ها وجود ندارند. یکی دیگر از عناصر تکرارشونده در ترانه شخصیت مؤنثی است که به‌خاطر انجام کاری خلاف عُرف اجتماعی، مورد پرسش قرار می‌گیرد. به‌عقیدهٔ شارین مک‌کرامب (نویسنده) در بیشتر نسخه‌ها لحن راوی شبیه شوهری است که زن خطاکارش را مؤاخذه می‌کند: «به من دروغ نگو، دیشب کجا خوابیدی؟» حال آن‌که در نسخه‌ای مانند آنچه کوسوی سیسترز ضبط کرده‌اند شعر به این‌صورت تغییر داده شده‌است: «دخترکم، دیشب را کجا سر کردی؟ حتی مادرت هم نمی‌داند». جودیت مک‌کالا در رسالهٔ پی‌اچ‌دی‌اش که در سال ۱۹۷۰ در مورد این ترانه نگاشته به ۱۶۰ نسخهٔ مختلف از آن اشاره کرده‌است.